# Zopfiella inermis
Zopfiella inermis är en svampart som först beskrevs av Cailleux, och fick sitt nu gällande namn av Malloch & Cain 1971. Zopfiella inermis ingår i släktet Zopfiella och familjen Lasiosphaeriaceae.   Inga underarter finns listade i Catalogue of Life.